# ریچارد دبلیو ابی

ریچارد دبلیو ابی

ریچارد دبلیو ابی (۶ ژانویه ۱۹۲۶–۳ سپتامبر ۲۰۰۰) قاضی دادگاه تجدیدنظر ناحیه دوم کالیفرنیا، بخش ۶ از ۱۹۸۲ تا ۱۹۹۰ بود، که توسط فرماندار جری براون به این سمت منصوب شده بود.
ابی که در پاریس، فرانسه متولد شد، از سال ۱۹۴۳ تا ۱۹۴۶، از جمله در طول جنگ جهانی دوم، در نیروی دریایی ایالات متحده بود. پس از ترخیص، او در دانشگاه استنفورد تحصیل کرد، و در سال ۱۹۵۰ مدرک بی ای گرفت و در سال ۱۹۵۳ از دانشگاه کالیفرنیا، کالج حقوق هیستینگز مدرک کارشناسی حقوق را دریافت کرد. از سال ۱۹۵۴ تا ۱۹۵۹، ابی در هالیستر، کالیفرنیا وکیل بود. از ۱۹۶۰ تا ۱۹۶۲، وی معاون دادستان کل کالیفرنیا مستقر در شهرستان شاستا و از سال ۱۹۶۲ تا ۱۹۶۵، دادستان ناحیه شهرستان شاستا بود.